# Чёрная женщина с ребёнком
«Чёрная женщина с ребёнком» — портретная картина Альберта Экхаута, написанная примерно в 1650 году. Находится в коллекции Национальной галереи Дании.
Натурщики неизвестны, так как целью картины было не передать образ конкретной женщины с ребёнком, а описать этнический тип Нового Света. Картина была представлена на обложке книги Albert Eckhout, Court Painter in Colonial Dutch Brazil в 2006 году, затем появилась в 2008 году в Амстердаме на выставке под названием Black is beautiful: Rubens tot Dumas. Экхаут был одним из шести научных художников, приглашённых в Бразилию Иоганном Морицем Нассау-Зигенским, чтобы задокументировать местную жизнь. Из остальных сегодня известны только Франс Пост и Георг Маркграф. Доктор Виллем Писо, входивший в состав экспедиции как натуралист, позже, в 1648 году, написал и издал вместе с Маркграфом книгу Historia Naturalis Brasiliae.
Женщина на картине держит тропические бразильские фрукты, неся их в корзине африканского плетения баконго. Она носит африканскую шляпу баконго, но носит на себе европейские украшения и европейскую трубку на поясе. Её рука лежит на голове её сына, у которого более светлый цвет кожи, что должно было проиллюстрировать тот факт, что с возрастом цвет кожи может меняться и становиться темнее. За ней, вероятно, изображён порт Мауритстад (современный Ресифи). Поза с деревом — отсылка к этнографическим гравюрам в работе о Гвинее Питера де Мариеса.
Картина является одной из 24 картин, подаренных Иоганном Морицем королю Дании Фредерику III в 1678 году. Картина несколько раз копировалась.

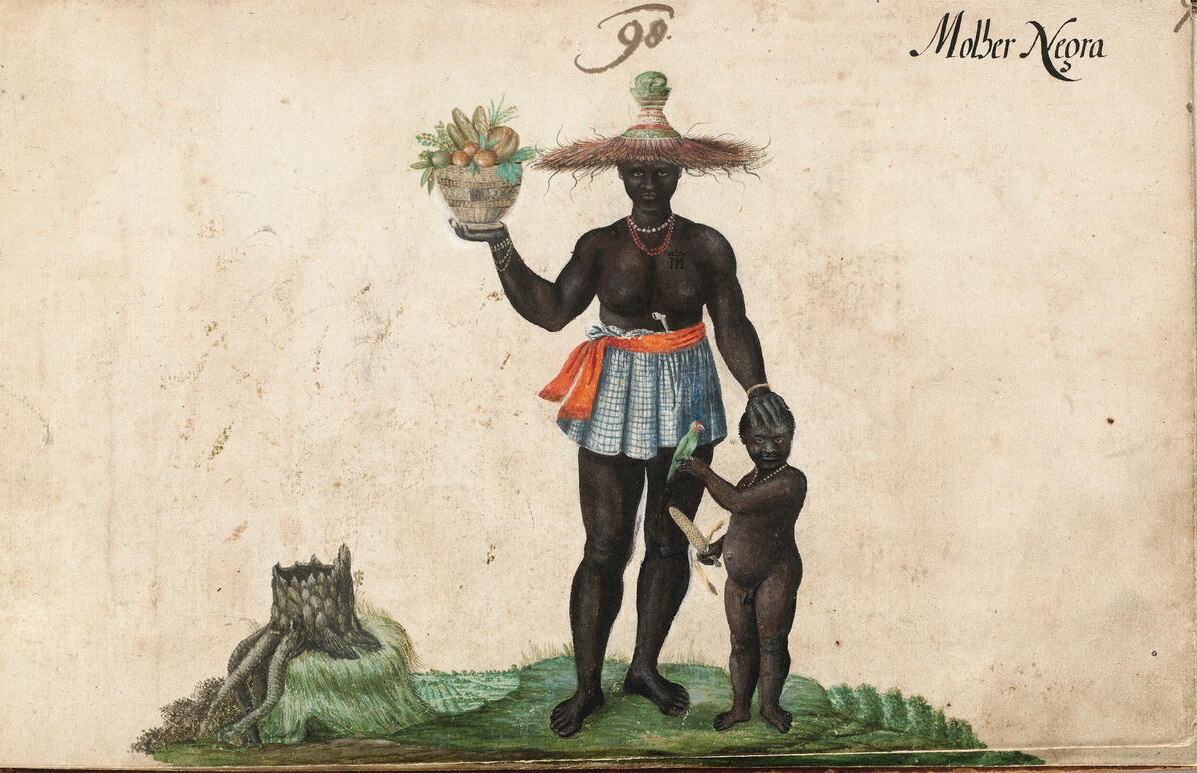
Страница из Thier Buch Захариаса Вагенаера, 1641 г.
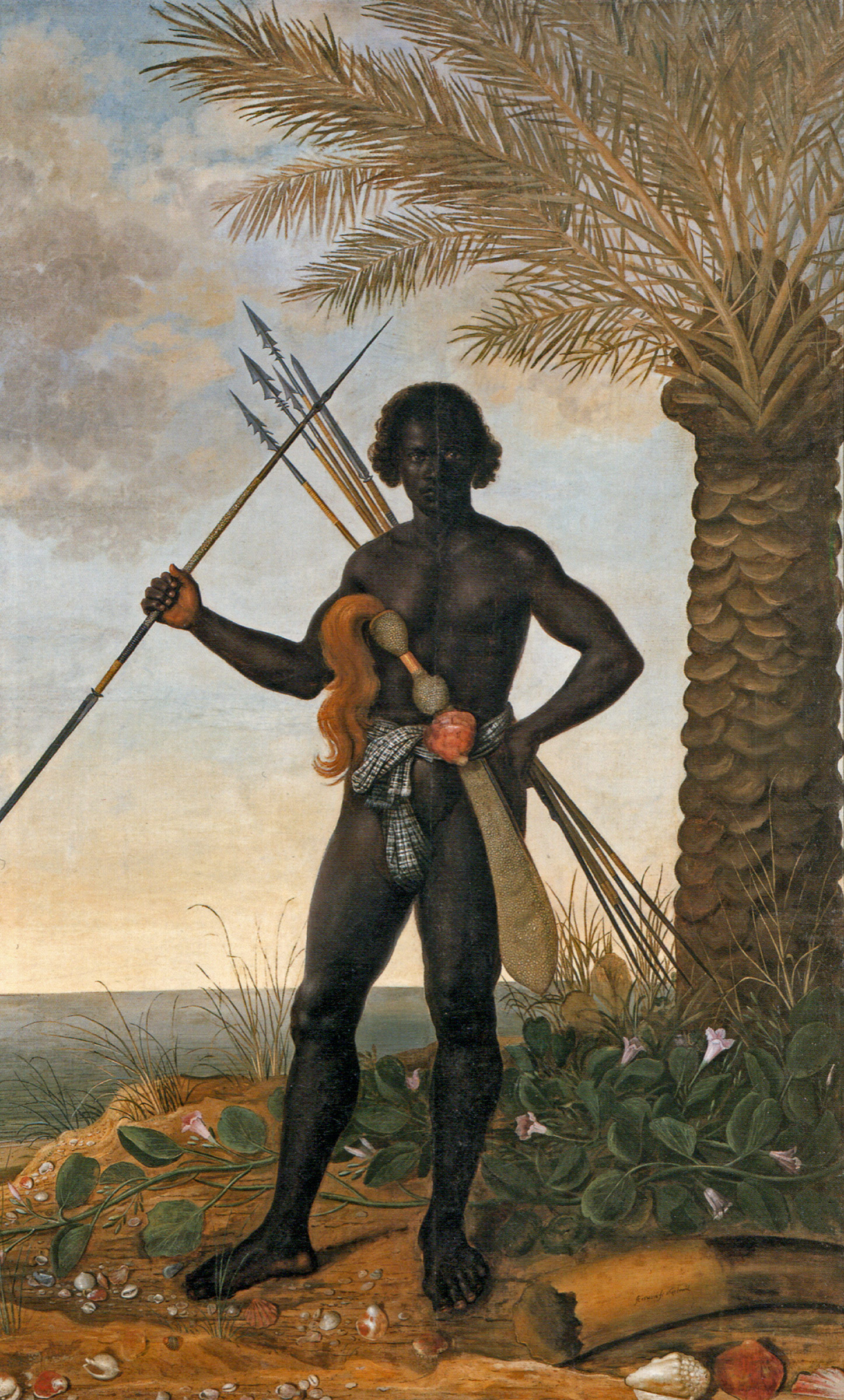
Африканец с бивнем, мечом и ассегаем
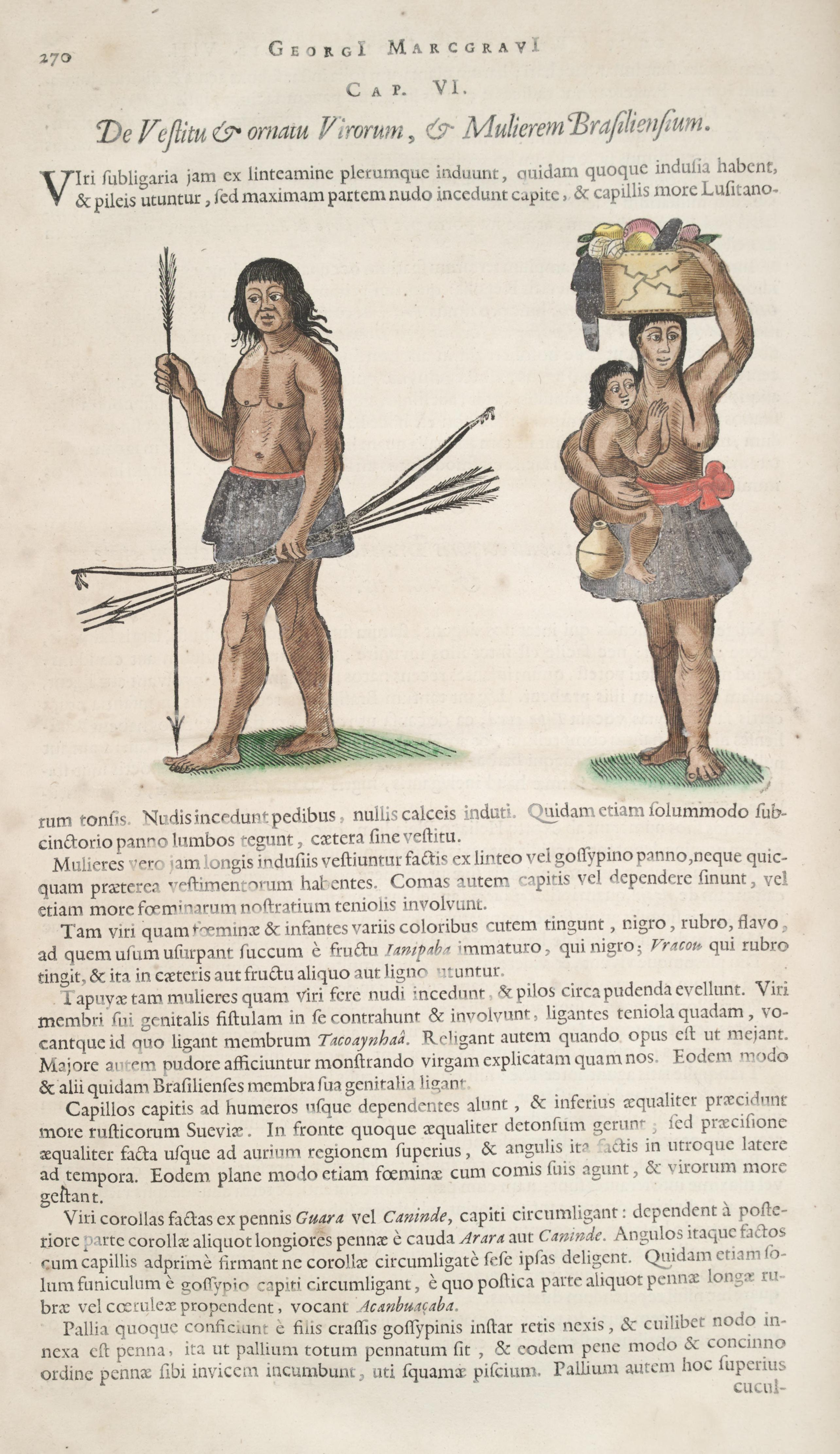
Страница из Historia Naturalis Brasiliae, 1648 г.
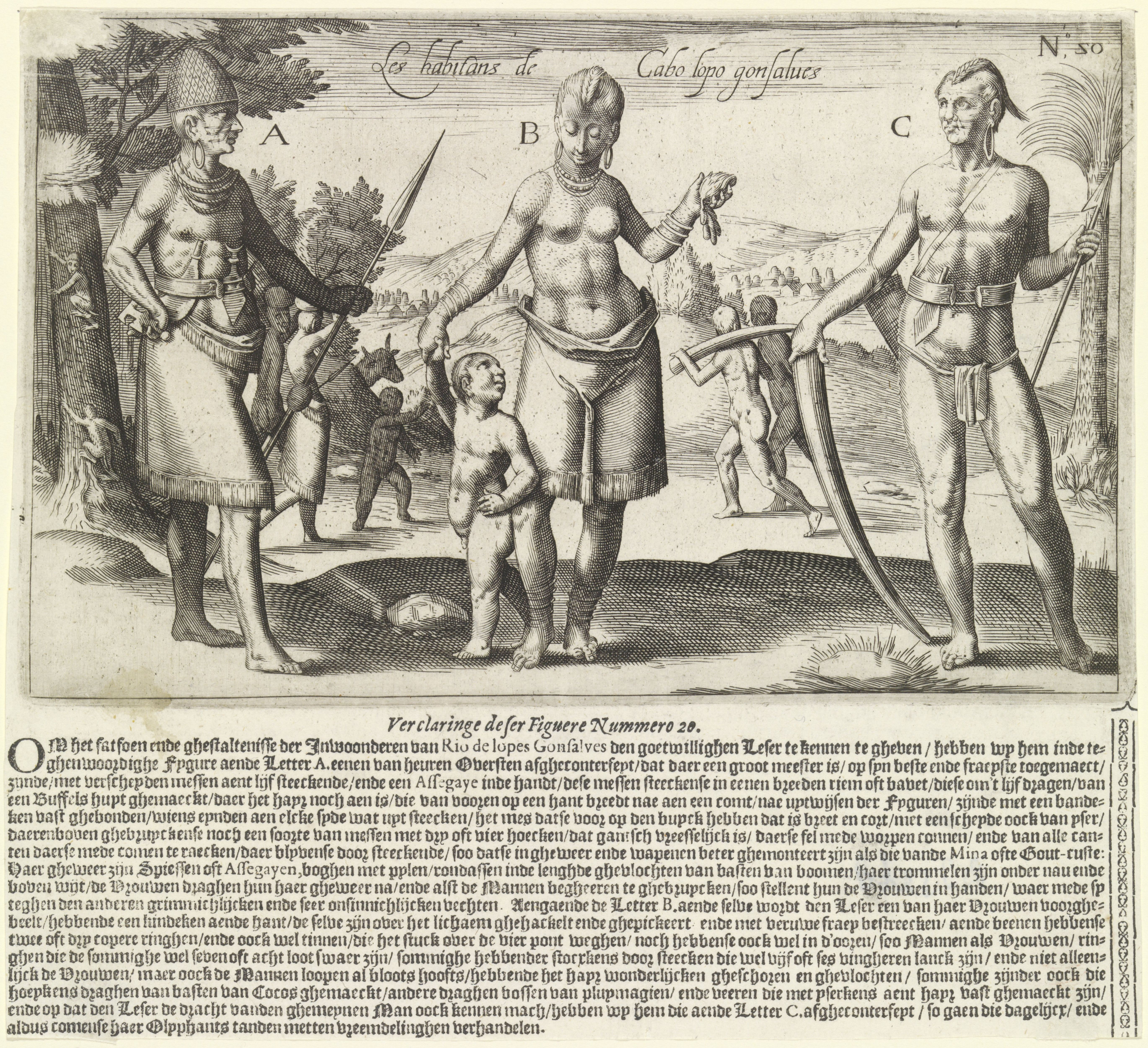
Жители мыса Лопес, иллюстрация Иоганна Теодора де Бри для Питера де Мариса, 1602 г.